# Dalmatie (province)
1809–1814
Entités suivantes :
- Empire d'Autriche

La province de Dalmatie est une ancienne subdivision des Provinces illyriennes, sous contrôle de l'Empire français; cette division administrative a existé entre 1809 et 1814. Sa population est estimée à 257 000 habitants vers 1809. Son territoire était divisé en 16 cantons : Zara-Obrovazza, Nona, Sebénico, Scardona ; Knin, Spalato, Traou, Sign, Almissa, Macarska, Forte-Opus, Carlopago, et des îles de Lissa, Lesina, la Brazza-Neresi.

## Histoire
La province est constituée le 25 décembre 1809 à la suite de l'annexion des provinces illyriennes par l'Empire français. Le chef-lieu est fixé à Zara (actuelle Zadar en Croatie).
L'invasion des provinces illyriennes par l'empire d'Autriche en 1814 remet définitivement en cause son existence; elle est en effet supprimée de fait après les traités de 1814, avant de l'être en droit lors du congrès de Vienne.